# Однако (телепередача)
«Одна́ко» — авторская телепередача с иллюстрациями и видеосюжетами на наиболее злободневные темы в России и за рубежом. Транслируется на «Первом канале» с 15 марта 1999 по настоящее время.
Первые месяцы вещания программа транслировалась в поздневечерней сетке после 23:00 (вместо ночного выпуска «Новостей») с повтором днём. В 1999—2008 и в 2009—2011 годах программа выходила сразу после программы «Время», затем как рубрика внутри неё. С 29 августа 2011 по 11 января 2018 года выходила в рамках «Вечерних новостей». С 31 января 2018 года вновь выходит как рубрика только внутри программы «Время» (с 8 декабря 2018 года — по субботам, а с 16 октября 2024 года — также по средам).
Программа затрагивает в основном геополитические вопросы. Ведущий Михаил Леонтьев всегда начинает и заканчивает выступление, повторяя единственную фразу — «Однако, (здравствуйте/до свидания)». Символ программы — запятая, придуманная дирекцией «ОРТ-Дизайн». По задумке подразделения, она обозначает газетный или «цитатный» характер программы. Тем не менее, не исключено, что запятая появилась по той причине, что слово «однако» может являться вводным.

## История
В 1992 году на «1-м канале Останкино»  уже выходила информационная передача с таким же названием, ведущим которой был Игорь Васильков, но её формат отличался от той, что была впоследствии.
В феврале 1999 года ведущий актуального комментария «На самом деле» на канале «ТВ Центр» Михаил Леонтьев, покинул канал вместе со своей творческой бригадой, будучи не согласным с позицией, которую занял телеканал перед выборами мэра Москвы:
Я ушёл с канала ТВЦ, поняв, что на меня рассчитывают как на бойца политического фронта, а я не готов сражаться за Юрия Михайловича и Евгения Максимовича. Нехорошо внушать людям иллюзию, будто на тебя могут рассчитывать в решающий момент.
Впоследствии Леонтьев принял приглашение топ-менеджеров ОРТ Игоря Шабдурасулова и Бориса Березовского, и так на первой кнопке в программе «Время» появился его краткий авторский комментарий. В первый год вещания по окончании программы при передаче слова обратно ведущим выпуска программы «Время» последние уведомляли зрителя о том, что мнение Михаила Леонтьева может далеко не всегда совпадать с официальной позицией телеканала ОРТ. В конце программы транслировался мультсериал Андрея Бильжо «Петрович».
С 10 января 2001 года программу, помимо Михаила Леонтьева, вели ещё два политических журналиста, имевшие за спиной опыт работы в печатных СМИ — Максим Соколов и Александр Привалов. К 2003 году ведущим снова стал один Михаил Леонтьев, а сама программа стала выходить уже с различной периодичностью после программы «Время».
5 сентября 2004 года посвящённый трагедии в Беслане выпуск прошёл в новостной студии «Первого канала».
С 10 августа 2008 года (с начала войны в Грузии) «Однако» идёт в прямом эфире, а с 31 августа (окончательно — с 4 сентября) того же года снимается в студии программы «Время» (до этого передача снималась в отдельной студии). Леонтьев сидит сбоку от ведущего на месте, которое используется как место спортивного обозревателя, а иногда и как гостевое. 4 ноября 2008 года отдельно от новостного блока в 12:20 вышел специальный выпуск программы за пределами телестудии, тесно связанный с праздником «День народного единства». С 29 августа 2011 по 11 января 2018 года программа также выходила в рамках «Вечерних новостей».
В 2008 году поменялись и заставки. Символ программы — запятая, — которая в старой заставке имела прямоугольные формы и была голубого цвета, в новой стала округлой и красного цвета.
С 25 октября 2015 по 21 августа 2016 года в воскресных выпусках программы «Время» выходил расширенный авторский комментарий к ключевому событию недели — «Однако-Контекст». Ведущий находился в студии для утренних новостей.

## Резонансные эпизоды
В 2002 году за высказывания в адрес супруги экс-премьера Украины Виктора Ющенко Екатерины (ранее она носила фамилию Чумаченко, сменив её на Ющенко лишь в 2005 году) Шевченковский районный суд Киева обязал Леонтьева возместить в пользу Екатерины Ющенко 2500 гривен и в течение 30 дней опровергнуть не соответствующую действительности информацию, которую он озвучил в своей программе «Однако» 10 апреля 2001 года. В своей программе Леонтьев назвал премьера «авантюристом» и «подкаблучником», а его супругу — «аналитиком Госдепа и Совета национальной безопасности США». Леонтьев заявил об отказе исполнять решение суда, мотивируя тем, что иск подан не по месту регистрации ответчика и СМИ, рассматривался в ненадлежащем суде. В выпусках той же передачи на тему Оранжевой революции от ноября 2004 года ведущий снова критиковал Виктора Ющенко, приравнивал его политику едва ли не к фашизму.
14 ноября 2014 года в программе «Однако» в рамках новостной передачи «Вечерние новости» продемонстрировали спутниковый снимок, на котором якобы запечатлен обстрел малайзийского «Боинга» украинским истребителем «МиГ-29». По словам ведущего программы Михаила Леонтьева, уникальный и сенсационный снимок в редакцию прислал Российский союз инженеров (РСИ), в свою очередь получивший его от некоего авиационного эксперта Джорджа Билта. По сообщениям некоторых СМИ этот «уникальный кадр» был опубликован ещё в середине октября, в нём самом выявили фейк, изготовленный с помощью фоторедактора. Фотоблогеры Илья Варламов и Рустем Адагамов, а также Максим Кац отмечали технические несоответствия. Сам Джордж Билт изданию «Buzzfeed» заявил, что нашёл картинку на интернет-форуме и ожидал, что союз может самостоятельно проверить её подлинность. Он выразил недовольство тем, что его усилия использовали для информационной войны, и принёс извинения тем людям, которых мог ввести в заблуждение.

## Авторы
- Михаил Леонтьев — ведущий, автор материалов передачи.
- Максим Соколов — подготовка видеосюжетов, бывший ведущий[26][27].
- Александр Привалов — подготовка видеосюжетов, бывший ведущий.